# Anii 1940
Anii 1940 au fost un deceniu care a început la 1 ianuarie 1940 și s-a încheiat la 31 decembrie 1949.

## Evenimente

### Conflicte militare, politică
- Al Doilea Război Mondial

## Vezi și
- Anii 1940 în informatică
- Anii 1940 în film